# Меланостигмы
Меланостигмы, или пелагические бельдюги (лат. Melanostigma) — род лучепёрых рыб из семейства бельдюговых.

## Описание
Рыбы средних размеров длиной от 30 см (у разных видов длина сильно варьирует). Тело сильно вытянутое, с небольшой головой. Кожа нежная, голая (без чешуи), подвижная, у многих видов прозрачная или полупрозрачная. Под кожей расположен желеобразный слой. Брюшных плавников нет, грудные редуцированы. Спинной плавник с дорсальной стороны и анальный плавник с вентральной срощены с хвостовым плавником; все плавники зарастают кожей. Жаберные отверстия мелкие, редуцированные, в виде поры, расположены выше верхнего края грудного плавника. Боковая линия у разных видов представлена в виде нескольких (до 4) вытянутых вдоль тела серий, у ряда таксонов может полностью отсутствовать. Сейсмосенсорные органы простые, у разных видов их отдельные морфологические элементы редуцированы. 

## Биология
Бентопелагические рыбы, встречающиеся на значительных глубинах (от 350 до более чем 2000 м). Хищники, способные питаться в том числе достаточно крупной добычей, глотая её целиком. Виды различны по времени нереста, числу и размеру икры. У Melanostigma atlanticum зафиксировано специфичное нерестовое поведение, заключающееся в выкапывании на уровне мезобентали в донных суглинках нор глубиной до 32 см, внутри которых вымётывается и вызревает икра.

## Ареал
Широко распространённый род, виды которого встречаются во всех океанах (кроме Северного ледовитого) обоих полушарий.

## Виды
По состоянию на 2020 год описано 15 видов:
- Melanostigma atlanticum Koefoed, 1952 — Атлантическая меланостигма
- Melanostigma bathium Bussing, 1965
- Melanostigma bellingshauseni Orlovskaya & Balushkin, 2020 — Меланостигма Беллинсгаузена
- Melanostigma flaccidum Waite, 1914
- Melanostigma gelatinosum Günther, 1881 — Желатиновая меланостигма
- Melanostigma inexpectatum Parin, 1977
- Melanostigma japonicum Balushkin, 2019 — Японская меланостигма
- Melanostigma kharini Balushkin & Moganova, 2018 — Меланостигма Харина
- Melanostigma lazarevi Orlovskaya & Balushkin, 2020 — Меланостигма Лазарева
- Melanostigma meteori Balushkin & Orlovskaya, 2019 — Меланостигма "Метеора"
- Melanostigma olgae Balushkin & Moganova, 2017 — Меланостигма Ольги
- Melanostigma orientale Tominaga, 1971
- Melanostigma pammelas Gilbert, 1896 — Тихоокеанская меланостигма
- Melanostigma thalassium Balushkin & Orlovskaya, 2019 — Талассная меланостигма
- Melanostigma vitiazi Parin, 1980